# Гау-Альгесгайм
Ґау-Альгесгайм (нім. Gau-Algesheim) — місто в Німеччині, розташоване в землі Рейнланд-Пфальц. Входить до складу району Майнц-Бінген. Центр об'єднання громад Гау-Альгесгайм.
Площа — 13,99 км2. Населення становить 6873 ос. (станом на 31 грудня 2020).

## Галерея

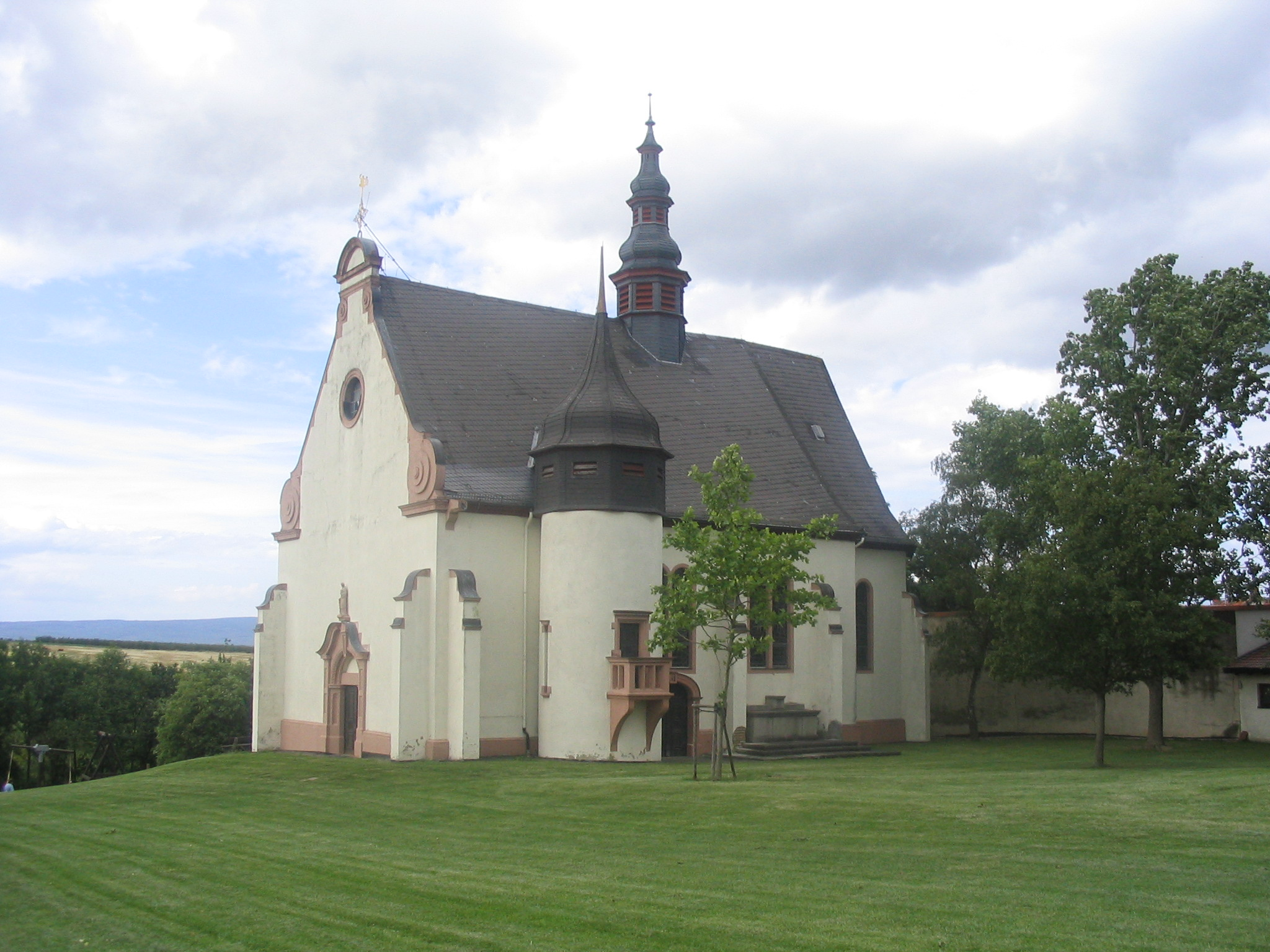
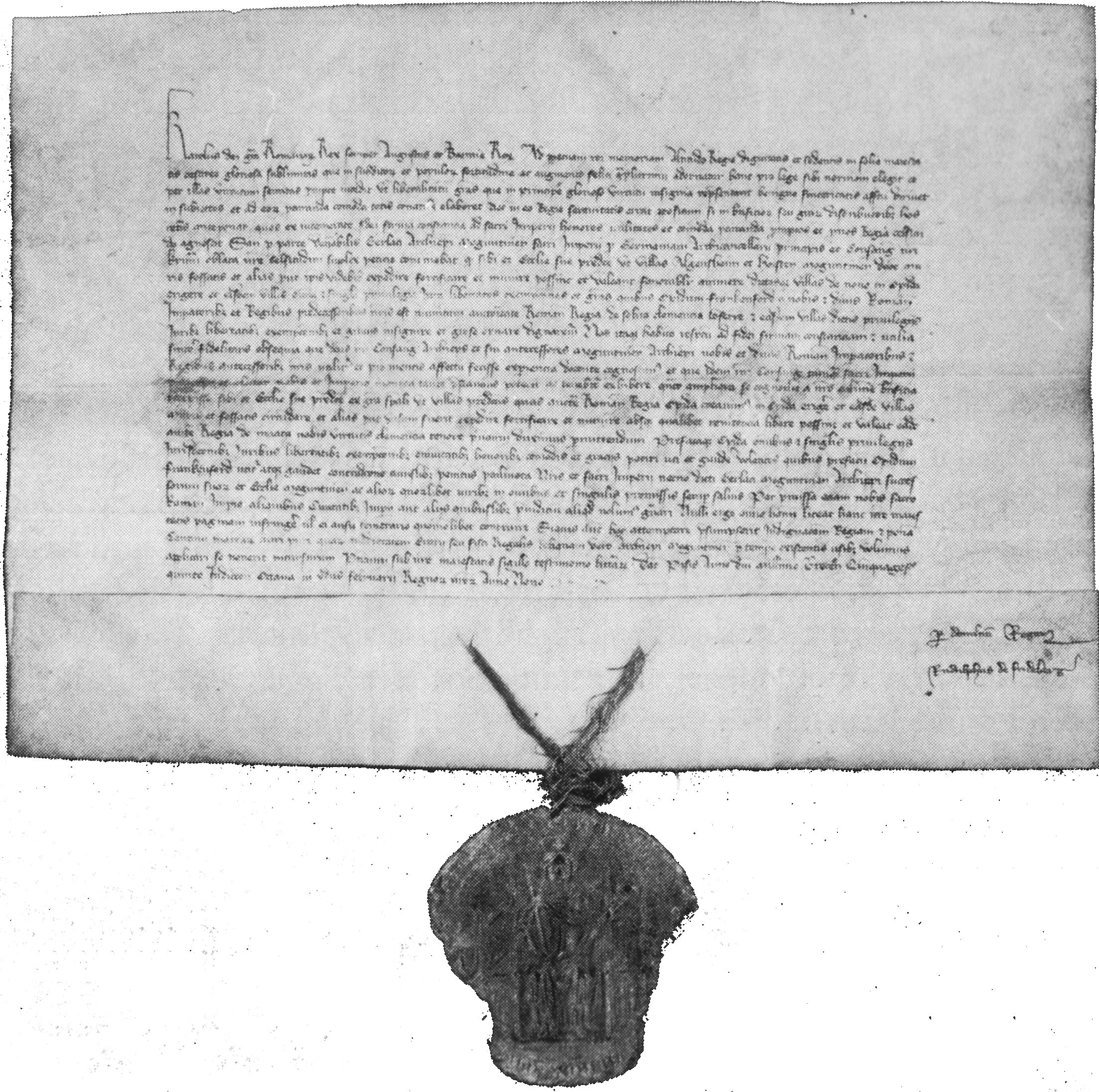